# Haplogrupo K (ADN-Y)
Em genética humana, o haplogrupo K (M9) é um haplogrupo do cromossoma Y humano  de  uma linhagem antiga estabelecida há aproximadamente quarenta mil  anos, no sudoeste da Ásia (local mais provavel). Actualmente, este grupo contém duas classes distintas de subgrupos:
1. os principais grupos L a T (consulte a árvore principal de Y-DNA Árvore haplogrupo) e
2. grupos menores K * e K1 a K4, que não tem qualquer os SNPs que define os grupos principais. Estes grupos são encontrados em baixas freqüências em várias partes da África, Eurásia, Austrália e Sul do Pacífico.[1]